# راية جيت
راية جيت شركة طيران مقرها العاصمة الأردنية عمان، تأسست أبريل من عام 2005 وهي متخصصة في النقل الجوي، وهي شركة قطاع خاص غير حكومية.

## الأسطول

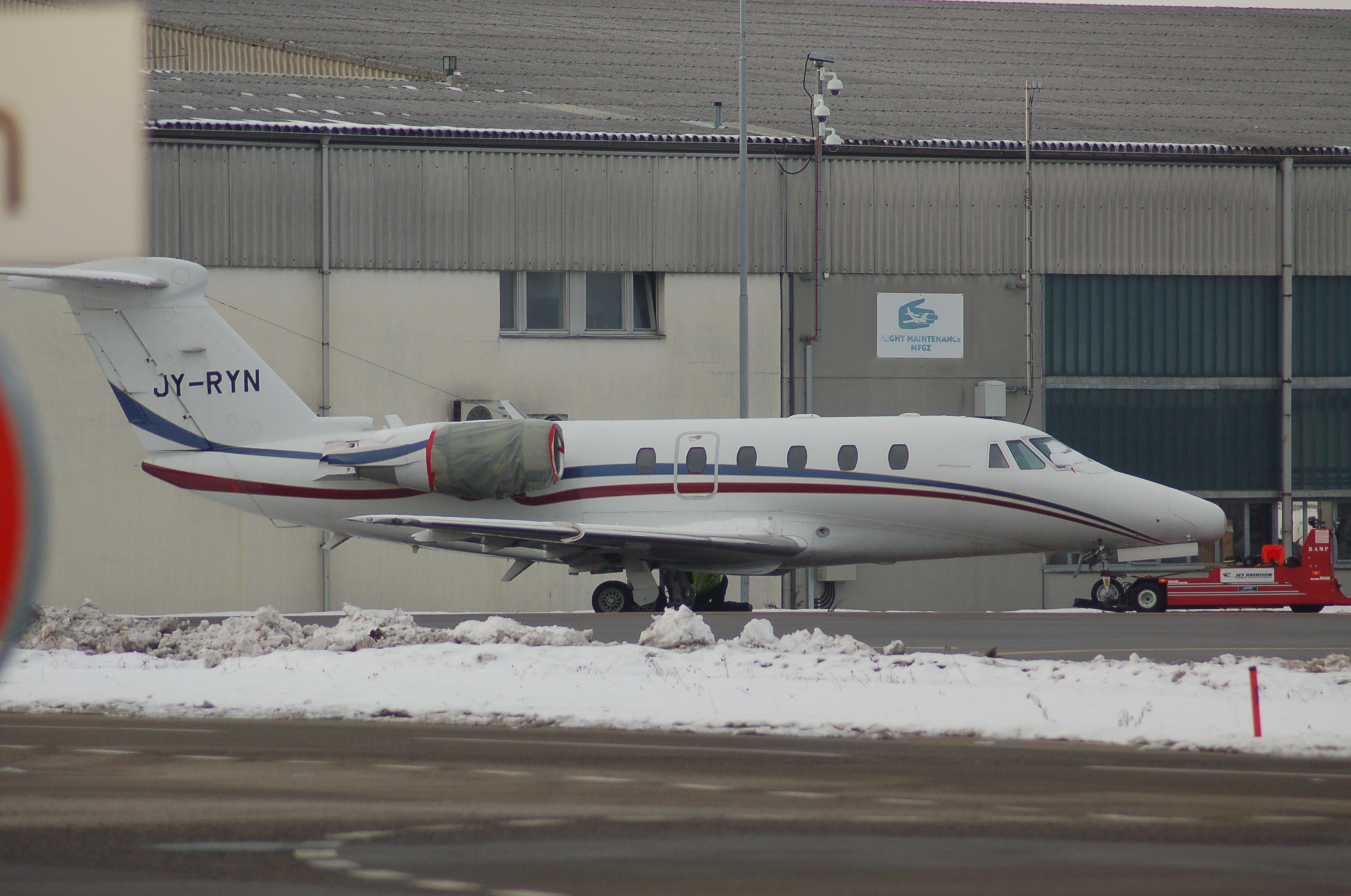

تتبع الشركة طائرة من طراز CL-601 المخصصة لرجال الأعمال.